# Aphronastes subfasciatus
Aphronastes subfasciatus är en skalbaggsart som beskrevs av Leon Fairmaire 1896. Aphronastes subfasciatus ingår i släktet Aphronastes och familjen långhorningar.
Artens utbredningsområde är Madagaskar. Inga underarter finns listade i Catalogue of Life.